# A tutto reality - L'isola: Il ritorno
A tutto reality - L'isola: Il ritorno (Total Drama Island 2023) è una serie del franchise canadese A tutto reality, nonché revival dell'omonima serie, che è stata trasmessa in anteprima mondiale a partire dal 10 aprile 2023 su K2 e Discovery+ in Italia.
Il 17 febbraio 2021 è stata annunciata la produzione di una serie revival di A tutto reality - L'isola, che sarebbe stata trasmessa negli Stati Uniti e in Canada su Cartoon Network e Boomerang e pubblicate sulla piattaforma di streaming HBO Max.
Il 6 ottobre 2022 è stato invece rivelato il cast ufficiale composto da 16 nuovi concorrenti: Axel, Bowie, Caleb, Chase, Damien, Emma, Julia, Mary Kate detta "MK", Millie, Nichelle, Priya, Rajesh detto "Raj", Ripper, Lauren detta "Scary Girl", Wayne e Hezekias detto "Zee", divisi in due squadre: le Trote Feroci e le Rane della Morte.
Il 20 novembre 2023 è stato messo in onda su K2 il trailer per la seconda parte di questo reboot, dello stesso nome di quest'ultimo. I concorrenti saranno divisi in due squadre: la Faccia da Topo e le Natiche di Puzzola. I primi 6 episodi della stagione sono stati trasmessi dal 27 novembre all'11 dicembre su Discovery+ e dal 4 dicembre al 18 dicembre 2023 su K2. Invece il resto delle puntate sono andate in onda dal 4 marzo 2024.

## Trama
Si ritorna sull'isola di Wawanakwa, con il conduttore Chris McLean e il cuoco Chef Hatchet e con 16 nuovi concorrenti: Millie, Axel, Priya, Zee, Ripper, Damien, Scary Girl, Bowie, Chase, Emma, MK, Caleb, Wayne, Raj, Nichelle e Julia.
Come in ogni stagione, i concorrenti vengono divisi in due squadre: le Trote Feroci e le Rane della Morte. Nella seconda parte della stagione ritornano gli stessi concorrenti, che questa volta saranno divisi in due nuove squadre: le Faccia da Topo e le Natiche di Puzzola.
Rock, Spud, Stronca Hatchet (nonna paterna di Chef), Owen, MacArthur, Pete, Gerry e la nonna paterna di Leshawna, appaiono in un cameo, mentre Izzy, Courtney e Duncan appaiono in foto.

## Episodi
Il primo teaser ufficiale è stato mandato in onda il 23 marzo 2023 su K2 in anteprima mondiale. Il 10 aprile 2023, sempre in anteprima mondiale, la stagione ha debuttato in Italia su Discovery+ e K2. 

## Personaggi e interpreti
Il doppiaggio originale della stagione revival presenta un cast di doppiatori quasi completamente diverso rispetto alle stagioni precedenti; in quello italiano invece sono stati riconfermati alcuni doppiatori della quarta e della seconda parte della quinta stagione e dello spin-off A tutto reality presenta: Missione Cosmo Ridicola. Inoltre, Massimo De Ambrosis, che ha prestato la voce a Owen nello spin-off A tutto reality - Le origini, riprende il suo ruolo nell'apparizione cameo del personaggio, sancendo quindi il suo definitivo subentro allo storico doppiatore di quest'ultimo, Fabrizio Vidale.
| Personaggio         | Voce originale            | Voce italiana        |
| Host                | Host                      | Host                 |
| ------------------- | ------------------------- | -------------------- |
| Chris McLean        | Terry McGurrin            | Alessandro Quarta    |
| Chef Hatchet        | Deven Mack                | Dario Oppido         |
| Concorrenti         |                           |                      |
| Axel                | Tamara Almeida            | Ludovica Bebi        |
| Bowie               | Brandon Michael Arrington | Gabriele Patriarca   |
| Caleb               | Kwaku Adu-Poku            | Dimitri Winter       |
| Chase               | Julius Cho                | Alex Polidori        |
| Damien              | Daniel Keith Morrison     | Federico Bebi        |
| Emma                | Melanie Leishman          | Perla Liberatori     |
| Julia               | Julie Sype                | Francesca Manicone   |
| Lauren / Scary Girl | Katie Griffin             | Monica Volpe         |
| Nichelle            | Tymika Tafari             | Veronica Puccio      |
| Millie              | Barbara Mamabolo          | Ilaria Giorgino      |
| MK                  | Kimberly Ann-Truong       | Giulia Franceschetti |
| Priya               | Eman Ayaz                 | Alice Venditti       |
| Raj                 | Varun Saranga             | Francesco Venditti   |
| Ripper              | Fred Kennedy              | Daniele Raffaeli     |
| Wayne               | Jack Copland              | Leonardo Graziano    |
| Zee                 | Gerardo Gismondi          | Lorenzo De Angelis   |
| Cameo               |                           |                      |
| Owen                | Scott McCord              | Massimo De Ambrosis  |
| MacArthur           | Evany Rosen               | Laura Romano         |